# 呂光
呂 光（りょ こう）は、五胡十六国時代後涼の創始者。字は世明。略陽郡（現在の甘粛省天水市）を本貫とする氐人であり、出生地は枋頭（現在の河南省鶴壁市浚県の南東）。前秦の太尉呂婆楼の子。
前秦の勇将として数多の武功を挙げ、西域征伐にも赴いて西域全域を支配下に治めた。だが、その間に前秦は淝水の戦いで大敗を喫して大混乱に陥っており、西域より帰還した呂光は混乱に乗じて涼州全域を支配下に治め、後涼を建国した。だが、南涼や北涼の独立を始め、相次ぐ反乱勃発により国の政情は安定せず、終生反乱鎮圧に明け暮れる事となった。中国では呂布と併称される呂氏の猛将として、呂氏の族譜に掲載されることが多い。

## 生涯

### 前秦の勇将

#### 美陽を管治
父の呂婆楼は前秦建国以来の重臣であり、苻堅の代には太尉にまで昇った。
呂光は始め美陽（現在の陝西省咸陽市武功県）県令に任じられた。その優れた管治により、漢人・胡人問わず心から慕われたという。
やがて中央に復帰し、鷹揚将軍に任じられた。

#### 張蚝を捕縛
358年2月、苻堅が并州一帯を領有していた張平討伐に乗り出すと、呂光もまたこれに従軍した。3月、前秦軍は銅壁（汾水近くの銅川に沿って築かれた砦）まで軍を進めると、張平は養子の張蚝に迎撃を命じた。張蚝は出撃すると大声を張り上げながら4・5回に渡って前秦の兵陣へ突撃し、大いに荒らし回った。これを見た苻堅はその武勇に惚れ込み、諸将へ彼を生け捕りにするよう命じ、成功した者には褒賞を約束した。これを受け、呂光は自ら出撃して張蚝に斬りかかって傷を負わせ、捕縛する事に成功した。張蚝が捕らえられた事により張平軍は崩壊し、張平もまた戦意喪失して苻堅に降伏した。
この戦功により、呂光の威名は大いに轟いた。やがて寧朔将軍に任じられた。

#### 苻双・苻武らの反乱鎮圧
367年10月、蒲坂を守る晋公苻柳・上邽を守る趙公苻双・陝城を守る魏公苻廋・安定を守る燕公苻武は一斉に兵を挙げ、苻堅に反旗を翻して長安攻略を目論んだ。368年1月、苻堅は後将軍楊成世・左将軍毛嵩を上邽・安定へ侵攻させたが、3月に楊成世は苻双配下の苟興に敗れ、毛嵩もまた苻武に敗れて逃げ戻って来た。
同月、苻堅の命により、呂光は武衛将軍王鑒・将軍郭将・翟傉らと共に3万を率いて苻双・苻武の討伐に向かい、左衛将軍苻雅・左禁将軍竇衝が羽林騎兵7千を率いて後続した。4月、苻双・苻武は楊成世らを破った余勢を駆り、苟興を軍の前鋒として隃麋（現在の陝西省宝鶏市千陽県）まで進出した。王鑒は速戦に持ち込もうと考えていたが、呂光は「苟興は楊成世を破った事で、その気勢は次第に鋭くなっている。ここは持重し、敵の疲弊を待つべきであろう。興は勝ちに乗じて軽々しく軍を進めているが、兵糧が尽きれば必ずや後退する。その時にこれを討てば、破る事が出来よう」と答え、持久戦を選択した。20日余りして苟興軍が後退すると、諸将はどう動くべきか悩んでいたが、呂光は「奴らの奸計を推し量るに、まず隃麋を攻め、これを得れば城に拠って進路を遮断し、資儲（食糧・物資）を充足させる考えであったのだろう。これは国の利ではなく、もし興が城を攻めようものなら、速かに軍を進めて救援に赴くべきであった。だが、こうして奔走しているのであれば、奴の兵糧は既に尽きているという事だ。これを滅ぼすのは容易い」と述べると、王鑒もまたこの考えに同意した。こうして呂光らは追撃を掛けて苟興軍を攻撃し、これを撃破した。さらには苻双・苻武の本隊もまた大破し、1万5千余りを討ち取るか捕虜とした。苻武は安定を放棄し、苻双と共に上邽へ退却すると、呂光らはさらに上邽へ進撃した。
7月、呂光らは上邽を陥落させ、苻双・苻武を捕らえた。9月、輔国将軍王猛・建節将軍鄧羌率いる別動隊が蒲坂を攻略し、苻柳を捕らえた。呂光らは前将軍楊安・広武将軍張蚝・建節将軍鄧羌と合流すると、共に苻廋の守る陝城へ侵攻した。12月、陝城を攻略し、苻廋を捕らえて長安へ送った。

#### 前燕征伐
371年5月、苻堅は前燕征伐を大々的に敢行すると、輔国将軍王猛が総大将となって6万の兵を率いて出撃し、呂光もまたこれに従軍した。前秦軍は要地である壷関・晋陽を瞬く間に陥落させ、前燕の総大将慕容評率いる30万の軍も潞川において撃破し、11月には首都の鄴を陥落させた。
呂光は功績により都亭侯に封じられた。

#### 苻重を捕縛
やがて北海公苻重が洛陽の統治を命じられると、呂光はその長史（参謀役）に任じられ、洛陽に赴任した。
378年9月、苻重は突如として洛陽ごと苻堅に反旗を翻した。この報告を聞いた苻堅は「長史呂光は忠正（忠義に厚く正直である事）である。必ずやこれに同調せぬだろう」と述べ、すぐさま呂光の下へ使者を送って苻重捕縛を命じた。果たして呂光はこの反乱に加担せず、苻堅の命に従って苻重を捕らえ、檻車をもって長安へ送った。苻堅は苻重を罪には問わず、公の爵位のまま邸宅に謹慎させた。
やがて呂光は太子右率に任じられ、中央に復帰した。苻堅からは甚だ敬重されたという。

#### 李烏撃破
379年3月、蜀人の李烏は衆2万を集めて前秦に反旗を翻し、成都を包囲した。
苻堅の命により、呂光は破虜将軍に任じられ、李烏討伐を命じられた。益州へ進撃すると、李烏らを撃破して乱を平定した。
やがて歩兵校尉に任じられた。

#### 苻重・苻洛の反乱鎮圧
380年1月、苻堅は苻重の謹慎を解き、鎮北大将軍に任じて薊を鎮守させた。3月、龍城を鎮守していた行唐公苻洛（苻重の弟）は大都督・大将軍・秦王を自称し、前秦に反旗を翻した。4月、苻洛は7万の兵を率いて龍城を出発し、苻重もまた薊城の全軍10万を挙げて苻洛に呼応し、中山に駐屯した。苻洛らの反乱を聞いた苻堅は、群臣を招集して対応策を議論した。呂光は進み出て「行唐公は至親（近しい親族）であるのに反逆を為しました。これは天下が憎む所です。願わくば臣に歩騎5万を与えてくだされば、これを平らげて見せます」と進言すると、苻堅は「重・洛の兄弟は東北の一隅に拠り、兵も物資も備わっており、軽々しく当たるべきではない」と答えた。これに呂光は「彼の衆は凶威に迫られて無理やり従っているだけであり、一時的に蟻が集まっているのと変わりありません。もし大軍をもって臨めば、必ずやその勢いは瓦解します。憂うには足りますまい」と返した。
苻堅の命により、呂光は左将軍竇衝と共に4万の兵を率いて討伐に赴いた。5月、呂光らは中山において苻洛率いる主力軍と交戦し、これを大いに打ち破ると、苻洛と将軍蘭殊と捕縛して長安へ送った。苻重は薊城まで逃走を図ったが、呂光はこれを幽州まで追撃し、苻重を討ち取った。屯騎校尉石越もまた東萊より別動隊を率いて龍城を攻め、これを陥落させた。これにより幽州は平定された。
功績により、呂光は驍騎将軍に任じられた。

### 西域征伐へ

#### 長安を出立
苻堅が華北をほぼ完全に平定すると、鄯善・車師・大宛・粛慎・天竺・康居・于闐など、東夷や西域に位置する凡そ62もの国家が相次いで前秦へ入貢するようになった。
382年9月、車師前部王弥窴・鄯善王休密馱は自ら来朝し、苻堅へ西域の服従していない国家を討ち、都護を設置して直接統治するよう勧めた。苻堅はかねてより西域を図ろうと画策していた事から、これに応じた。呂光は使持節・都督西域征討諸軍事に任じられ、陵江将軍姜飛・軽騎将軍彭晃・将軍杜進・康盛らと共に歩兵10万、精鋭騎兵5千を率い、西域征伐に赴くよう命じられた。隴西出身の董方・馮翊出身の郭抱・武威出身の賈虔・弘農出身の楊穎が四府となり、呂光の補佐に当たった。天王太子苻宏は呂光の手を執ると「君の器は常人のものではない。必ずや大福があろう。深く自愛するように」と激励した。
383年1月、呂光が長安を出発すると、苻堅は建章宮まで見送って「西戎は荒俗であり、礼義の邦（国家）ではない。羈縻の道（羈縻政策）とは、服従すれば赦す事にある。これにより中国の威を示し、王化の法において導く事に繋がるのだ。武力を振りかざしたり、過ぎたる残掠をしてはならぬぞ」と戒めた。また、鄯善王休密馱を使持節・散騎常侍・都督西域諸軍事・寧西将軍に、車師前部王弥窴を使持節・平西将軍・西域都護に任じ、その国の兵を率いさせ、呂光の嚮導（行軍の案内役）とした。

#### 西域平定
呂光は高昌まで到達した所で、苻堅が東晋征伐の大遠征軍を興したという報告を聞いた。情勢が変わった事から、呂光は進軍を一旦止めて次の命を待つべきだと考えた。だが、杜進は「節下（呂光）は金方（西方）を任されているのです。速やかに機に赴くべきです。まだ完遂していないのに、どうして留まっていられましょうか！」と進言した。呂光はこれに同意して進軍を再開し、流沙を越えて三百里余りを進撃した。そして遂に焉耆まで到達すると、焉耆王龍熙は抗戦しようとせず、周辺諸国を伴って降伏を願い出た。
同年12月、さらに亀茲まで進出したが、亀茲王白純は降伏を拒み、徹底抗戦の構えを見せた。そこで呂光は城南に布陣すると、五里毎に陣営を一つ設置し、溝を深く塁を高くして守りを固めた。また、広く疑兵を設け、木に甲を着せて兵士に見せかけ、塁の上に並べた。これを見た白純は外に配していた兵を城内へ戻して籠城し、傘下の附庸や侯王にも各々の城を固守するよう命じた。
384年、呂光は亀茲城へ進んで急攻を開始すると、白純は国の財宝を尽く差し出して獪胡（西方の遊牧民族）へ救援を要請した。獪胡王はこれに応じ、弟の吶龍と侯将馗に騎兵20万余りを与え、さらに温宿・尉頭らの国王も引き込み、総勢70万余りの兵で救援に向かわせた。西域の兵は弓馬に長けており、矛槊（長柄の矛）を使いこなし、鎧は連鎖のように強固であり、射抜く事が出来なかった。また革索（革の紐）で羂（輪の形の縄）を造り、馬を馳せて敵兵目掛けて投擲すると、多くの兵がこれに掛かってしまった。呂光の兵はこれを大いに憚り、諸将はみな各々陣営に兵を留まらせ、隊列を為して敵軍を距もうと考えた。だが、呂光は「彼の兵は多く、我が兵は少ない。また、各々の陣営も遠く離れており、これでは勢力が分散する事になってしまう。良策ではないな」と述べ、陣営を移動させて互いが連携出来るように接近させ、鉤鎖の法を為した。また、精鋭騎兵を遊軍として配し、軍の弱い箇所を補わせた。そして城西において決戦を挑むと、これに大勝して1万余りの首級を挙げた。白純は珍品や宝物を持って逃走し、王侯で降伏した者は三十国を越えた。

#### 諸国を慰撫
こうして呂光は亀茲の本城へ入ると、その城は長安市街のように立派であり、宮殿は甚だ盛美であったという。彼は将士と共に盛大に酒宴を催し、賦詩や言志を作らせると、京兆出身の参軍段業に命じて『亀茲宮賦』を作らせ、その壮麗なる宮殿を譏らせたという。
西域に住む胡人はみな奢侈であり、養生にも余念が無かった。家には必ず葡萄酒が置かれ、中には千斛を有する家もあり、10年を経ても腐敗する事が無かったという。その為、士卒の中には酒蔵に入り込み、酒に溺れてしまう者が相次いだという。
呂光は西域を安撫してよく治めたので、その威恩は甚だ著しかった。諸国はその威名を憚り、みな自らの誠心を示そうと使者を送ったので、その行列が道に連なったという。かねてより中華王朝に賓しようとして来なかった桀黠（悪知恵が働く事）なる胡王でも、万里の彼方より帰属を願い出てくるようになり、漢代をも上回るほどの国が印章を与えられた。呂光はいずれも表して自ら任官を行い、また白純の弟である白震を亀茲王に立て、民心を安堵させた。
同年8月、西域平定の報告を受けた苻堅は書を下し、呂光を使持節・散騎常侍・都督玉門以西諸軍事・安西将軍・西域校尉に任じ、順郷侯に進封すると、1千戸を加増した。ただ、戦乱により道が途絶えていた為、呂光の下へは届かなかった。

#### 帰還を決断
385年3月、呂光は西域を平定して以降、亀茲での暮らしが豊かである事から、次第にこのまま西域に留まろうと考えるようになっていた。呂光がかつて亀茲を攻略した時、令名を馳せていた西域僧である鳩摩羅什を捕らえており、庇護下に置いていた。その鳩摩羅什は進み出て「ここは凶亡の地であり、留まるには足りませぬ。将軍はただ東帰すれば、その中道に居すべき福地がありましょう」と述べ、呂光へ東に帰還する事を勧めた。この進言を受け、呂光は群臣と大いに酒宴を催すと、広く進退について議論した。するとみな郷里への帰還を望んだので、呂光はこれに従う事とした。そして、2万頭余りの駱駝に西方の珍宝や奇玩・怪獣千品余りを載せ、駿馬1万匹余りを引き連れ、亀茲を出立した。

### 涼州に割拠

#### 梁熙を撃破
9月、呂光は宜禾まで到達した。当時、前秦の涼州刺史梁熙が姑臧を統治していたが、彼は呂光の真意を測りかねていたので、その到来を大いに憂慮し、境を閉じて帰還を阻もうと考えた。前秦の高昌郡太守楊翰は梁熙へ、呂光が流砂を越える前に高桐・伊吾の二関で迎え撃つよう勧めたが、梁熙は従わなかった。呂光は楊翰の謀略を聞いて憂慮し、さらに苻堅の大敗を聞いて長安が騒乱に陥ると考え、軍をここに留めようと考えた。だが、杜進はこれを諫めて「梁熙は文雅であると評判ですが、機鑒が不足しております。進言を納れて従う事など出来ず、憂うに足る存在ではありません。上下の心は一つではないと聞き及んでおり、ここは速進すべきです。進んでもし勝利を得られなくば、過言の誅を受ける所存です」と述べると、呂光はこれに従って進軍を続けた。
同月、高昌まで到達すると、楊翰は郡ごと降伏して迎え入れた。さらに玉門まで進撃すると、梁熙は各地へ檄文を飛ばし、呂光が命を違えて自らの独断で軍を返した事を責めると共に、子の梁胤と振威将軍姚皓・別駕衛翰に5万の兵を与え、酒泉において進路を遮断させた。だが、敦煌郡太守姚静・晋昌郡太守李純はこれに応じず、郡を挙げて呂光に降伏した。呂光もまた涼州各地へ檄文を飛ばし、梁熙に赴難の誠が無く（苻堅の危機を救おうとしない事）、勝手に帰還を阻もうとしているとして、その罪を数え上げた。そして彭晃・杜進・姜飛らを軍の前鋒として安弥に進ませ、梁胤を攻撃して大いに敗った。梁胤は配下の数百騎と共に東へ逃走したが、杜進はこれを追撃して捕らえた。ここにおいて四山の胡人はみな帰順を申し出た。武威郡太守彭済は梁熙を捕らえると、呂光へ降伏を請うた。

#### 姑臧へ入城
こうして呂光は姑臧へ入城を果たすと、梁熙を処刑した。また、自ら涼州刺史・護羌校尉の任に就き、杜進を輔国将軍・武威郡太守に任じて武始侯に封じ、他の群臣も功績に応じて封拝を行った。これにより涼州の郡県は尽く呂光に降ったが、酒泉郡太守宋皓・西郡太守索泮だけは城を固守して降伏しなかった。その為、呂光は兵を繰りだして侵攻し、彼らを捕らえると、索泮を責め咎めて「我は詔を受けて西域を平定した。それなのに梁熙は我の帰路を断ったのだ。これは朝廷の罪人である。卿はどうしてこれに附したのか」と問うた。すると索泮は「将軍は西域平定の詔を受けましたが、涼州を乱すような詔は受けていないでしょう。梁公（梁熙）に何の罪があって将軍はこれを殺したのですか。この索泮はただ残念にも力が足らず、君父の仇に報いる事が出来ませんでした。どうして逆氐彭済のような真似が出来ましょうか！主が滅べば臣も死ぬ。それは常でありましょう」と答えた。呂光は宋皓・索泮を処刑した。

#### 尉祐の謀反
呂光の主簿である尉祐は奸佞にして傾薄な人物であり、前秦においては見限られていた人物であったが、彭済と共に謀略を為して梁熙を捕らえた事で、呂光より深く寵任されるようになった。同月、呂光はその尉祐の讒言を信じ、南安の姚皓・天水の尹景ら名士10人余りを誅殺したので、涼州の民は次第に離心していった。
同月、呂光は尉祐を寧遠将軍・金城郡太守に抜擢したが、尉祐は允吾まで向かった所で突如反旗を翻し、外城を襲って拠点とした。尉祐の従弟である尉随もまた鶉陰に拠ってこれに呼応した。呂光は将軍魏真に尉随討伐を命じ、尉随は敗れて尉祐の下へ逃走した。呂光はさらに姜飛に尉祐を攻撃させると、姜飛はこれを破って尉祐を興城まで敗走させた。姜飛の司馬張象・参軍郭雅は姜飛を謀殺して尉祐に応じようと考えたが、事前に発覚した事で逃走した。その後も尉祐は興城に拠り、百姓を扇動して胡人・漢人問わず多くを従わせるなどし、一定の勢力を保ったようであるが、これ以降の詳しい動向は不明である。

#### 張大豫の決起
かつて苻堅が東晋に大敗を喫した時、元前涼の君主であった張天錫は東晋に亡命したが、張天錫の世子である張大豫は長水校尉王穆により匿われていた。やがて苻堅が長安に帰還すると、王穆は張大豫を伴って河西へ逃走し、禿髪鮮卑の首領である禿髪思復鞬に庇護を求めた。禿髪思復鞬はこれを受け入れ、彼らを魏安郡へと送り届けた。
386年2月、魏安出身の焦松・斉粛・張済らが兵数千を擁して挙兵し、張大豫を揟次において迎え入れて盟主に据えると、昌松郡へ侵攻してこれを陥落させ、太守王世強を捕らえた。呂光は輔国将軍杜進に討伐を命じたが、杜進は返り討ちに遭った。王穆は呂光軍と今戦うのは得策では無く、兵を訓練し兵糧を蓄えて時期を待つべきだと主張したが、張大豫は聞き入れずさらに進軍して姑臧へ迫った。そして撫軍将軍・涼州牧を自称し、王穆を嶺西の諸郡に派遣して援軍を要請した。建康郡太守李隰・祁連都尉厳純・閻襲はこれに応じて挙兵し、3万の衆を擁して楊塢に割拠した。
4月、張大豫は姑臧の城西に布陣し、王穆は禿髪思復鞬の子である禿髪奚于と共に兵3万を率いて城南に布陣した。呂光は出撃してこれらを撃破し、禿髪奚于を始め2万余りの首級を挙げた。
呂光は諸将に向けて「大豫がもし王穆の言を用いてたらば、恐らく平らげる事は出来なかったであろうな」と語ると、諸将は「大豫がどうして及びましょうか！皇天が明公の八百の業を成そうと手助けしているのです。故に大豫が良算を選択しないよう惑わせたのです」と答えた。呂光は大いに喜び、功績に応じて諸将に金帛を下賜した。
11月、張大豫は西郡から臨洮郡へ逃れ、百姓4千戸余りから略奪すると、倶城に入って守りを固めた。
387年7月、呂光は彭晃・徐炅らを倶城へ差し向け、張大豫を破った。張大豫はさらに広武郡へ逃走したが、広武の民は張大豫を捕らえて呂光の下に送った。呂光は姑臧の市で張大豫の首を刎ねた。
王穆もまた逃走して建康郡へ向かっていたが、途中で方針を改めて酒泉郡を攻め落とすと、この地に拠って大将軍・涼州牧を自称して自立した。

### 酒泉公時代

#### 後涼建国
これより以前の386年4月、苻堅の後を継いだ苻丕は使者を送り、呂光を車騎大将軍・涼州牧に任じる旨を伝えたが、涼州への道が途絶えていたので、届く事はなかった。
同年9月、苻堅が姚萇に殺害されたという情報が初めて姑臧へもたらされた。これを知った呂光は憤怒して哀号し、全軍を挙げて縞素（白の喪服）を纏わせ、城南において大臨し、文昭皇帝という諡号を贈った。また、百石以上の長吏は斬衰（縁を縫っていない喪服）で三月の間服す事と定め、庶人は三日の間哭泣する事と定めた。10月、領内に大赦を下すと、大安と改元した。一般的にはこれが後涼の建国とされる（但しこの時点では王位や帝位を称してはいない）。
12月、使持節・侍中・中外大都督・都督隴右河西諸軍事・大将軍・護匈奴中郎将・涼州牧・酒泉公を自称した。

#### 彭晃討伐
387年10月、穀物の価格が跳ね上がり、一斗が五百にまで高騰した。その為、人々は互いに食い合うような惨状に陥り、大半の民が亡くなったという。
同月、西平郡太守康寧は匈奴王を自称し、湟河郡太守強禧を殺害して呂光に反旗を翻した。呂光は幾度も討伐軍を差し向けたが、勝利出来なかった。
同月、張掖郡太守彭晃もまた反乱を起こし、将軍徐炅もこれに呼応しようとした。呂光は軍を派遣して徐炅を撃つと、徐炅は彭晃の下に逃れた。彭晃は東の康寧・西の王穆と結託し姑臧への侵攻を目論むと、呂光は軍議を開いて彭晃討伐を議した。諸将はみな「今、康寧が南におり、兵を阻んで隙をうかがっております。もし大駕が西行すれば、康寧は必ずや虚に乗じて嶺左に出撃しましょう。彭晃・王穆を討伐出来ぬうちに康寧が至れば、進退をどうすべきか狼狽し、軍勢は必ずや大危となりましょう」と反対した。これに呂光は「事勢を見れば、確かに卿らの言う通りであろう。しかし、今赴かなかったならば、ただ座してその到来を待つばかりとなる。彭晃と王穆は互いに唇歯の関係にあり、康寧もまた同悪であるから援護し合うであろう。もし三寇が兵を連ねれば、東西から攻め込まれ、城外は我が有する領土では無くなってしまい、大事は去ってしまおう。今、彭晃の叛逆は始まったばかりであり、康寧と王穆との連携も密になっていない。これを急襲すれば、取る事など容易い事だ。ここは隆替の命運を分けるだ。卿らに再び言う事は無い」と述べ、自ら歩兵・騎兵3万を率いて日夜問わず彭晃の下へ急行した。そして到達するや2旬に渡り攻撃を続けると、彭晃の将軍寇顗は門を開いて呂光軍を迎え入れた。こうして呂光は城を占領すると、彭晃を誅殺した。

#### 王穆討伐
同月、王穆は朋党である敦煌出身の索嘏を敦煌郡太守に任じていたが、その威名を妬んで対立するようになり、自ら兵を率いてこれを攻撃した。呂光はこれを聞いて「二虜が互いに攻め合っている。これであれば生け捕りと出来よう」と宣言した。諸将はみなこれに反対したが、呂光は「乱を取り亡を侮るは、武の善経である。連戦の労を恐れて永逸の機を逃してはならぬ」と答えた。そして自ら歩騎2万を率いて酒泉へ侵攻し、これを降した。さらに涼興へ進出すると、王穆は兵を率いて東へ逃れようとしたが、道中でその軍勢は散じてしまい、王穆は単騎で逃走した。騂馬県令郭文はこれを討ち取り、その首を呂光の下へ送った。

#### 杜進誅殺
388年3月、呂光が涼州を平定するに当たって杜進の功績は多大であり、その寵重ぶりはどの群臣も及ばなかった。既に行政の長として権勢は呂光に次ぐものがあり、官府に出入りする際には威儀を有していた。呂光の甥（妻の石氏の兄弟の子）である石聡が関中より到来すると、呂光は彼へ「中州の人は我の政化をどのように評しているかね」と問うと、石聡は「ただ聞くのは杜進の事ばかりです。舅（呂光）の事は聞こえておりません」と答えた。呂光は黙然としてしまい、次第に杜進の権勢を警戒するようになり、遂にこれを誅殺した。

#### 酷政を改める
同月、呂光は群臣と共に酒宴を催した。宴も酣になると、政事について語り合うようになっていた。当時の刑法は峻厳であったので、参軍段業は進み出て「厳刑・重憲は明王の義とはいえません」と述べた。これに呂光は「商鞅の法は至峻であったが、諸侯を統べていた。呉起の術は無親であったが、荊蛮に覇をもって治めた。どうしてか」と反論した。これに段業は「呉起がその身を喪い、商鞅がその家を亡ぼしたのは、いずれもその残酷さが招いたのです。結果でしょう。明公は天眷の命を受け、大業を開建して四海に君臨しようとしています。堯・舜の業績を公明正大に行ったとしても、なおその弊を憂慮せねばならぬというのに、呉起・商鞅の治を慕うなど、どうしてこの州の士女が望みましょうか！」と反論した。呂光は様子を改めて段業へ謝辞を述べ、自らを責める令を下すと、同時に寛簡の政を尊ぶ事とした。

### 三河王時代

#### 王位に即く
389年2月、呂光は三河王を自称し、領内に大赦を下し、麟嘉と改元し、丞郎以下の百官を設置した。当時、長安が乱れた事で、呂光の一族は後仇池の楊氏の下へ亡命していたので、呂光は妻の石氏・子の呂紹・弟の呂徳世を仇池より姑臧へ呼び寄せると、城東において出迎え、これを祝して群臣と宴会を催した。
石氏を王妃に立て、呂紹を世子に立てると、再び内苑新堂において宴を催した。太廟が新たに完成すると、高祖父を敬公、曾祖父を恭公、祖父を宣公、父の呂婆楼を景昭王と、母を昭烈妃と追尊した。
中書侍郎楊穎は上疏し、三代（夏・殷・周）の故事に倣い、呂望（太公望）を始祖と追尊し、永久に不遷の廟とするよう建議すると、呂光はこれに従った。

#### 西秦との抗争
同時期、弟の左将軍呂他・子の武賁中郎将呂纂に北虜の匹勤討伐を命じ、呂他らは三岩山においてこれを大破した。
391年10月、西秦の君主乞伏乾帰が前秦の驃騎将軍没弈干討伐に向かうと、呂光は虚に乗じて西秦の本拠地の金城へ侵攻した。だが、乞伏乾帰はこれを聞くと軍を戻したので、呂光もまた退却した。
392年、南羌の首領であり、西秦に従属していた彭奚念が後涼領の白土へ侵攻した。その為、後涼の都尉孫峙は興城まで退却した。
同年8月、呂光は南中郎将呂方と呂光の弟である右将軍呂宝・振威将軍楊範・強弩将軍竇苟に西秦の本拠地の金城へ侵攻させた。呂方は河北に駐屯し、呂宝が軍を進めて黄河を渡ったが、敗戦を喫して呂宝を始め1万人余りが打ち取られた。次いで呂光は武賁中郎将呂纂と強弩将軍竇苟に歩兵・騎兵5千を与え、彭奚念討伐の為に南へ差し向けた。だが、後涼軍は盤夷において大敗を喫し、軍を退却させた。その為、呂光は自ら彭奚念の征伐に赴くと、呂纂・揚武将軍楊軌・建忠将軍沮渠羅仇・建武将軍梁恭を左南へ進撃させた。彭奚念はこれを大いに恐れ、白土津においてを積み上げて堤を築き、河を利用して守りを固めると、精鋭1万に河津を守らせた。呂光は将軍王宝を密かに上津より赴かせ、夜に湟河を渡らせた。呂光自らもまた石堤より渡河すると、枹罕へと侵攻した。彭奚念は抗戦せずに単騎で甘松へ逃走し、呂光は軍を整えて凱旋した。
これより以前、禿髪鮮卑の首領である禿髪思復鞬がこの世を去ると、子の禿髪烏孤が後を継いでいた。
394年1月、呂光は使者を送って禿髪烏孤を冠軍大将軍・河西鮮卑大都統に任じる旨を告げた。禿髪烏孤は涼州を支配する野望を抱いていたが、呂光の隙をうかがうために表向きはこれを受け入れた。
同年7月、呂光は群臣と議論して「高昌は西の果てといえども、形勝の地である。外は胡虜接しており、容易く翻覆してしまうであろう。子弟を派遣して鎮守すべきだ」と宣言し、子の呂覆を都督玉門以西諸軍事・西域大都護に任じ、高昌を鎮守させた。また、大臣の子弟をこれに随行させた。
395年7月、呂光は10万の兵を率いて西秦征伐を敢行した。西秦君主乞伏乾帰は左輔密貴周・左衛将軍莫者羖羝の勧めにより、後涼へ称藩する旨を告げ、子の乞伏勅勃を人質として送った。呂光はこれに応じて軍を返したが、乞伏乾帰は後でこれを後悔し、密貴周・莫者羖羝を誅殺した。
同月、禿髪烏孤は乙弗・折掘らの諸部族を攻撃していずれも降伏させると、廉川堡を新たに築いてこれを都とした。呂光は功績を賞して禿髪烏孤を広武公に封じた。

### 天王時代

#### 天王位に即位
396年6月、呂光は天王に即位し、国号を大涼と定めた（名実ともに後涼が建国されたのはこの時である）。領内に大赦を下し、龍飛と改元した。
百官を設置し、世子の呂紹を天王太子に、諸々の子弟20人を公・侯に封じた。中書令王詳を尚書左僕射に、著作郎段業・沮渠羅仇ら5人を尚書に任じた。
同月、呂光は禿髪烏孤の下へ使者を派遣し、征南大将軍・益州牧・左賢王に任じる旨を告げた。だが、禿髪烏孤は使者へ向けて「呂王の諸子は貪淫であり、三甥は暴虐である。遠近の民はみな愁怨としているのに、我がどうして百姓の心に違えて不義の爵を受けようか！帝王の事業は我自らが行わん」と宣言し、この任官を受けなかった。そして鼓吹・羽儀を留めたままで、使者を追い返した。

#### 西秦征伐を敢行
この時期、乞伏乾帰の従弟である乞伏軻弾が後涼へ亡命してきた。
397年1月、呂光は書を下して「乾帰は狼子野心を持っており、かねてより幾度も反覆を繰り返している。朕は東の秦・趙を清め、会稽において銘を刻もうとしているというのに、どうして洮南で豎子（青二才）などと対峙していられようか！今、その兄弟は離間しているから、この機に乗じるべきであり、逸してはならぬ。中外には戒厳を布くよう命じる。朕自らが討伐に向かわん」と宣言し、西秦征伐の兵を挙げた。
同月、呂光は長最まで進軍すると、太原公呂纂には楊軌・竇苟らを始め、歩兵騎兵合わせて3万を与えて金城へ侵攻させた。この報を受けた乞伏乾帰は2万を率いて救援に向かったが、呂光は配下の王宝・徐炅に騎兵5千を与えて迎撃させると、乞伏乾帰は恐れて進めなくなった。呂光はさらに梁恭・金石生に甲兵1万余りを与えて陽武下峡へ向かわせ、秦州刺史没弈干と合流させて共に東へ侵攻させた。呂光はまた弟の天水公呂延に枹罕軍を与え、臨洮・武始・河関に侵攻させると、呂延はいずれも陥落させた。呂纂もまた金城を陥落させて西秦の金城郡太守衛犍を捕らえた。
乞伏乾帰は呂延の下に間者を放って「乞伏乾帰の軍は潰え、成紀へ東奔した」と伝えさせ、離間工作を図った。呂延はこれを信じ、司馬耿稚の諫めも聞かずに軽騎兵を率いて進軍したが、乞伏乾帰軍と遭遇して敗れ去り、戦死してしまった。耿稚は将軍姜顕と共に敗残兵を収集し、枹罕まで退却して守りを固めた。これを受け、呂光もまた姑臧へと軍を戻した。

#### 南涼・北涼の自立
同月、禿髪烏孤は大都督・大将軍・大単于・西平王を自称し、自立を宣言した（南涼の建国）。
さらに広武の兵を動員すると、金城へ侵攻してこれを陥落させた。呂光は将軍竇苟に禿髪烏孤の討伐を命じたが、街亭において返り討ちに遭った。
盧水胡の沮渠羅仇は元々張掖に割拠していたが、やがて後涼に帰順して尚書に任じられていた。彼は呂纂に従って西秦征伐にも赴いていたが、呂纂の敗死したのは沮渠羅仇の責任であると讒言する者がいた。
この時期になると、呂光は年老いて昏乱し、讒言を容易く信じるようになり、これを真に受けて沮渠羅仇と弟の三河郡太守沮渠麹粥を誅殺してしまった。
4月、沮渠羅仇の甥である沮渠蒙遜は葬儀の為に郷里へ帰ると、諸部族の民1万余りを糾合して後涼に反旗を翻し、中田護軍馬邃を殺害した。さらに臨松郡へ侵攻してこれを攻め落とすと、金山に割拠するようになった。
5月、呂光は太原公呂纂に兵を与えて忽谷へ侵攻させ、沮渠蒙遜を撃破した。沮渠蒙遜は山中へ逃げ込んだ。
沮渠蒙遜の従兄である沮渠男成は後涼の将軍として晋昌郡を守っていたが、沮渠蒙遜の挙兵を知って貲虜（匈奴の部族名）へと亡命した。そして諸々の胡人を扇動して数千の衆を集めると、福禄・建安へ侵攻した。後涼の寧戎護軍趙策がこれを阻んで撃退すると、沮渠男成は楽涫まで後退した。後涼の酒泉郡太守塁澄は将軍趙策・趙陵を始め、歩兵騎兵1万余りを率いて楽涫へ侵攻したが、返り討ちに遭って塁澄・趙策が戦死した。沮渠男成は再び建康郡へ侵攻すると、建康郡太守段業へ寝返りを持ち掛けたが、段業は応じなかった。その後、20日余りに渡って段業は対峙を続けたが、外からの救援は無く、建康郡の人である高逵と史恵は沮渠男成へ降るよう勧めた。段業はかねてより後涼の侍中房晷・僕射王詳と不和を生じていた事もあり、このままでは身の置き所が無くなってしまうと思い、遂にこれを受け入れた。沮渠男成らは段業を大都督・龍驤大将軍・涼州牧・建康公に推戴した（北涼の建国）。
これを受け、呂光は呂纂に段業討伐を命じたが、沮渠蒙遜は臨洮へ進出して段業を援護した。両軍は合離において交戦するも、呂纂は大敗を喫した。

#### 郭黁の謀反
後涼の散騎常侍・太常郭黁は天文に明るく、占候に長けており、国の人より重んじられていた。
8月、郭黁は僕射王詳と結託すると、天文の異常を理由に政変を起こし、呂光を廃して田胡（部族名）の王乞基を新たな盟主に据えようと目論んだ。そこで二苑（姑臧の東苑城と西苑城を指す）の衆を味方につけ、夜闇に乗じて洪範門を焼き払い、王詳が内部より応じる手はずとなった。だが、事前にこの計画は露見し、呂光は王詳を誅殺した。これにより郭黁は東苑に拠って反乱を起こすと、民はみな聖人が挙兵したと信じ、成就しない訳が無いと考えたので、これに従う衆は甚だ多かった。
呂光は段業と対峙していた呂纂を呼び寄せたが、呂纂が番禾まで進んだ所で、司馬の楊統は郭黁の下へ亡命してしまった。さらに郭黁は軍を繰り出して白石において呂纂を攻撃し、呂纂は大敗を喫した。その為、呂光は西安郡太守石元良に歩兵・騎兵5千を与えて救援に向かわせると、石元良は呂纂と共に郭黁軍を撃ち破り、姑臧まで進出した。

#### 楊軌自立
同月、涼州の人である張捷・宋生らは胡人・漢人3千人を糾合し、休屠城において反乱を起こした。彼らは郭黁と結託すると、共に後涼の後将軍楊軌を盟主に推戴した。楊軌もまたこれに応じ、大将軍・涼州牧・西平公を自称した。
同月、呂纂は郭黁の将軍王斐を城西において撃ち破った。これ以降、郭黁の威勢は次第に衰えていき、郭黁は南涼へ使者を送って救援を要請した。9月、禿髪烏孤はこれに応じ、弟の驃騎将軍禿髪利鹿孤に騎兵5千を与えて救援させた。
この後、呂光は楊軌へ書を送り「羌胡が騒乱して郭黁が叛逆するに至り、南藩の安否も分からず、音信も絶えてしまった。人伝に聞くところによれば、卿は百姓に迫られて擁立され、郭黁とは脣歯の関係となっているという。卿の雅志は忠貞にあり、史魚（春秋時代衛の人物）の操を有していた。その成敗を洞察する能力は、遠い古人にも匹敵していた。それがどうして姦邪の言葉を聞き入れ、大美を汚してもよいだろうか！霜に陵されても凋まぬのが松柏であり、難に臨んでも移らぬ者が君子であろう。どうして松柏が微霜に凋まされ、鶏鳴が風雨に止めさせられ事があろうか！郭黁の巫卜は未熟であり、時に当たれば時に誤ろう。大理を考察させたらば、多くの虚謬が見られた。朕の宰化は寡方にしか及ばず、恩沢も遠くに及んでいない。故に世事は紛紜としてしまい、百城が離反に到ってししまった。勠力して心を一つとし、共に巨海を救済する事を卿には望んでいる。今、中倉には粟が数百千万も積まれ、東人の戦士は一人で百余に当たる事が出来る。内に入れば則ち穏やかに笑い合っているが、外に出れば則ち武を涼州に示せよう。郭黁を呑み、段業を噛んでも、まだ余暇が残ろう。卿との関係は君臣といえども、心は父子を過ぎたるものがある。卿の名節を全うさせたいのだ。将来の笑い者にしたくはないのだ」と諭した。だが、楊軌は返答しなかった。

#### 西秦・北涼・南涼・楊軌との抗争
398年1月、西秦の君主乞伏乾帰は弟の乞伏益州を後涼の支陽・鶉武・允吾の三城へ侵攻させた。乞伏益州はいずれも陥落させ、1万人余りを捕らえて帰還した。
2月、楊軌は司馬郭緯に歩兵・騎兵2万を与えて北へ向かわせ、郭黁と合流させた。禿髪烏孤はさらに弟の将軍禿髪傉檀にも騎兵1万を与えて楊軌を援護させた。楊軌は姑臧へ到達すると、城北に陣営を築いた。
5月、太原公呂纂は楊軌を攻撃すると、郭黁がこれを救援した。呂纂は敗戦を喫し、帰還した。
同月、北涼の君主段業は沮渠蒙遜を西郡へ侵攻させ、太守呂純を捕らえて帰還した。これにより、後涼の晋昌郡太守王徳・敦煌郡太守孟敏もみな段業に降った。
6月、後涼の常山公呂弘は張掖を鎮守していたが、段業は沮渠男成と王徳を差し向けてこれを攻撃した。その為、呂光は太原公呂纂にこれを迎え入れさせると、楊軌はこれを好機とみて禿髪利鹿孤と共に出撃して呂纂を攻撃したが、呂纂はこれを返り討ちにして大破した。楊軌は王乞基の下へ亡命した。郭黁もまた楊軌の敗戦を知って東の魏安へと逃走し、そのまま西秦へ亡命した。
呂弘もまた北涼の攻勢に抗しきれず、張掖を放棄して東へ逃走した。段業は張掖に拠点を移すと、さらに呂弘を追撃したが、呂弘はこれを返り討ちにして大勝した。その後、段業は西安に城を築いて将軍臧莫孩を太守に任じたが、呂纂はこれを撃ち破った。
10月、後涼の建武将軍李鸞は興城ごと南涼へ降伏した。
399年5月、後涼の天王太子呂紹・太原公呂纂は北涼征伐を敢行した。北涼君主段業は南涼へ救援を要請すると、禿髪烏孤は驃騎大将軍禿髪利鹿孤と楊軌に救援を命じた。呂紹らは決戦を望んだが、段業は敢えて出撃せずに守りを固めたので、呂紹らは止む無く軍を引き上げた。

#### 最期
同年末、呂光は病に倒れ、その容体は甚だ重かった。その為、死期を悟った呂光は天王太子呂紹に天王位を譲り、自らは太上皇帝と号した。また太原公呂纂を太尉に、常山公呂弘を司徒に任じた。
同月、呂紹へ向けて「我の疾病は悪化するばかりであり、恐らく治らぬであろう。今、国家は多難であり、三寇（北涼・南涼・西秦）が交互に隙をうかがっている状況である。我が没した後は、纂に六軍を統率させ、弘に朝政を主管させるのだ。汝はただ己を慎み、重任は二兄に委ねるのだ。さすれば成し遂げる事が出来よう。もし内部で猜忌が生じれば、災いが蕭牆（一族）に起ころう。そうなれば晋や趙の変が旦夕にも至ろうぞ」と遺言した。また呂纂・呂弘へ「永業（呂紹）の才では乱世を治める事は出来ない。ただ正嫡とは常であるから、元首に居す事とした。今、外は強寇があり、人心は未だ安んじられていない。汝ら兄弟が緝穆（安定させる）すれば、則ち貽厥（子孫）は万世となろう。もし内で互いに図り合うような事があれば、禍が旋踵などせぬぞ！」と遺言した。これに呂纂・呂弘は涙を流して「二心など抱きません」と答えた。さらに呂光は呂纂の手を執って「汝の性は粗暴であり、深く我が憂うる所だ。善輔して業を永久とするのだ。讒言を聞き入れてはならんぞ！」と戒めた。
そして同年のうちにこの世を去った。享年63。在位する事10年であった。
だが、呂纂は遺命を違えて政変を起こすと、呂紹から位を簒奪した。呂光は呂纂により懿武皇帝と諡号を贈られ、廟号は太祖、墓号は高陵とされた。

## 人物
幼い頃は読書を好まず、乗馬と鷹狩ばかりを好んでいた。成長すると身長は八尺四寸となった。その目は重瞳であったといわれ、左肘には印が刻まれていたという。
深沈厚重な人柄で、寛大にして度量が大きく、あまり感情を表には出さなかった。当時の人から知られた存在ではなかったが、前秦の宰相王猛だけは一目を置いて「これは常人ではないぞ」と感嘆し、苻堅へ賢良として推挙した。

## 逸話
- 呂光が生まれた夜、神光が降り注ぐという特異な現象が見られた。その為、彼はその名を『光』と名付けられたのだという。
- 10歳の時、諸々の童児と共に村里で戦の真似事をして遊んでいた。この時、呂光は巧みな兵法を用いて指揮した事により、仲間より集団の主として認められた。彼は誰に対しても公平に接したので、諸童児より敬服されたという。
- 呂光が西域征伐を敢行した時、高昌を通って流沙に到達した。これ以降、三百里余りに渡って水が無く、将士はみな青ざめていた。そこで呂光は「我が聞くところによると、李広利は精誠（混じり気のない誠意）・玄感（奥深い感覚）を持っていた事から、噴泉が湧出したという。どうして我らにその感致（深く感じ入って招かれる事）が無かろうか！皇天は必ずや救ってくれよう。諸君らが憂う必要は無い」と鼓舞した。すると俄かに大雨が降り平地に三尺余りの水が溜まったという。
- 亀茲王白純と争っていた頃、呂光の左臂内側の脈が浮き上がり、『巨覇』という文字を形成した。また陣営の外では、夜に黒色の物体が一つ確認され、それは断堤のような大きさがあり、頭上には搖動する角があり、眼光は稲妻のようであった。徐々に夜が更けるにつれ、雲霧が四周に立ち込めると、遂にその姿は見えなくなった。朝になってその物体がいた場所を確認すると、長さは南北に五里、幅は東西三十歩余りに及び、その身体が地上に横たわっていた所には、鱗甲を確認する事が出来た。これを知った呂光は笑って「黒龍であるな」と話したという。やがて俄かに西北より黒雲が立ち込め、暴雨がその痕跡を消滅させた。これを受けて杜進は呂光へ「龍とは神獣であり、人君がこれ見るのは利の象といいます。『易』には『田にあって龍を見るは、徳を普く施す事なり』といいます。これは誠に将軍が道に適い霊と和し、徳が幽顕に符されている事です。願わくば将軍はこれに勉め、大慶を成します事を」と語ると、呂光は有喜びの表情を浮かべたという。
- 亀茲城への侵攻を開始した夜、呂光は金象が城外へと飛越する夢を見た。この事から呂光は「これは仏神が去ったという事だ。胡は必ずや亡ぶであろう」と宣言し、城への急攻を開始した。
- 389年、金沢県において麒麟が現われ、百獣がこれに従ったという情報が入った。呂光はこれを瑞兆と捉え、三河王に即位する事を決断したのだという。
- 389年、著作郎段業は呂光が未だ善を揚げて悪を除く事が出来ていない事から、賢人・愚人を選り分けて天梯山においてその疾を療させ、また『九歎』・『七諷』と題した志や詩を併せて16篇作って公開し、遠回しに伝えさせた。呂光はこれを覧じると喜んだ。
- 389年、張掖督郵傅曜は属する県の審査を行っていたが、丘池県令尹興によって殺害され、空の井戸に投げ捨てられた。その傅曜が呂光の夢に現われて「臣は張掖郡の小吏であり、諸県を査定しておりました。丘池令尹興は汚職をしている事が発覚しましたが、臣がこれを報告する事を恐れ、臣を殺して南亭の空井戸の中に投げ捨てました。臣の衣服の形状はこのようであります」と告げた。目が覚めても傅曜の姿がまだ見えていたが、しばらくして見えなくなった。呂光は人を派遣してこれを探らせると、夢の通りであった。呂光は激怒して尹興を誅殺した。
- かつて、呂光は西海郡に住まう民を諸郡に移していたが、392年頃に「朔馬心何悲。念旧中心労。燕雀何徘徊・意欲還故巣（朔馬はどうして悲しむのか。それは旧きを念（おも）って心労に中（あた）っているからだ。燕雀はどうして徘徊するのか。それは故巣に還りたがっているからだ）」という謡が彼らの間で流行るようになった。そして次第に互いに扇動しあい、騒乱が起こるようになったので、呂光は再び彼らを西河郡の楽都に移住させた。
- 397年1月、呂光が西秦征伐を敢行して金城郡太守衛犍を捕らえた時、彼を自らの前に連れてこさせた。すると衛犍は呂光を睨みつけながら「我は節を守って頭を断たれよう。どうして降虜になどなろうか」と言い放った。呂光はこれを義として、罪を免じて釈放した。
- 郭黁が反乱を起こした時、東苑において呂光の孫8人を捕らえていた。397年8月、郭黁の軍が石元良・呂纂が敗れるに及び、郭黁は激しく憤り、呂光の孫をみな鋒刃の上へ投げ、ばらばらに切り刻み、その血を飲んで衆と誓いを立てた。衆はみなその光景を見るに忍びず目を覆ったが、郭黁は悠然自若としていた。

## 宗室

### 父
- 呂婆楼 - 前秦の太尉

### 后妃
- 石氏

### 子女
- 呂纂 - 太原公、後の後涼天王
- 呂弘 - 常山公、399年に番禾公、400年に呂纂に処刑
- 呂紹 - 後の後涼の天王
- 呂緯 - 隴西公、401年に呂超に処刑
- 呂覆 - 都督玉門諸軍事・西域大都護